# Atemahawke
Atemahawke es el álbum debut de la banda mexicana de rock experimental Porter. El álbum fue publicado el 15 de mayo de 2007, por la discográfica 3.er Piso Records. Del disco se desprenden 4 sencillos, "Host of a Ghost", "Vaquero Galáctico", "Cuervos" y "Xoloitzcuntile chicloso", a lo largo del disco hay 8 personajes que se entrelazan en historias absurdas, las historias fueron presentadas como historietas o cuentos y se narran en las canciones.
El Túnel es la canción introductoria al disco, se comprende de un sonido de agua y coros en el fondo, la canción han dicho era parte de la siguiente canción "Este Cosmos" y contenía partes de Piano y otros instrumentos pero al agregar la voz, los instrumentos fueron eliminados hasta dejarla del modo en que terminó.
Este Cosmos es la segunda pista, su introducción fue diseñada por el bajista del grupo y ya era tocada desde antes de la salida del disco junto a otras maquetas, la primera parte se mantiene con un ritmo acelerado e instrumental, mientras su segunda parte es más melancólica, con arreglos de guitarra y sintetizadores y la voz de Juan Son quien explica que se inspiró en los niños de Viena para realizar la letra y la describe como si la contara un "Fantasma Galáctico".
Vaquero Galáctico es la tercera canción, inicia con un arreglo de guitarra y más tarde entran un piano junto a la voz y a los arreglos de guitarra, la canción fue inspirada en la muerte de una amiga de Juan Son y él se imaginó cómo sería viajar por el cosmos y volver a ver a la gente que amas. Originalmente la canción iba a formar parte de la banda sonora de la película: "Un Mundo Maravilloso", fue la primera en ser escrita luego de la publicación de "Donde los Ponys Pastan".
Host of a Ghost habla de alguien a quien Juan Son quería mucho pero un día al verla a los ojos sintió que no era la misma, como si hubiera muerto y no se hubiera dado cuenta, como si algo la poseyera, la canción cuenta con armonías de maullidos de gatos y su vídeo fue dirigido por el mismo Juan Son, él se inspiró en Tim Burton y Quentin Tarantino, narra el nacimiento de uno de los personajes del disco.
Hansel y Gretel´s Bollywood Story es la canción más agresiva y roquera y cuenta con un final lleno de distorsión y rabia, habla de una niña que siempre fue mala, Villor constantemente la relaciona a Espiral, siendo una canción muy complicada.
Bailando con mi Virginidad es una canción que inicia con una guitarra estilo Tapping y un exceso del Delay, la letra inicia siendo muy confusa pero luego empieza a ser más clara, para llegar a un final catastrófico lleno de distorsión, hubo mucha polémica con la canción pues se creía que hablaba de las Drogas pero luego se aclaró que era más bien de dejar un mundo hostil atrás.
Al fin me darás un Reno iniciaba en un inicio con letra pero los miembros optaron por dejarla más instrumental, habla de un pequeño panque, que está frustrado porque no sabe la razón por la que no puede amar, la canción fue tocada desde el primer vive latino junto a otras maquetas como "Vaquero Galáctico", "Paquidermo" y "Este Cosmos".
Estocolmo inicia con violines introductorios para más tarde meter una guitarra acústica, la segunda parte de la canción se encuentra finalizando el disco como una pista oculta, para esta canción se utilizó un radar de teléfono y algunas cuerdas, es mayormente instrumental porque Mussgo no pudo pensar en una letra que le embonara sin sonar cursi.
Cuervos es una canción muy gótica, inicia con un slide lleno de efectos, habla de una metáfora sobre un amor al que le inviertes mucho pero al final no te paga bien y te das cuenta del monstruo que creaste, originalmente era una canción más agresiva con muchos pedales y casi gritos, era conocida antes como "Paquidermo" pero al final se optó en el estudio por dejarla de este modo aunque Fernando de la Huerta(Guitarra) se opuso.
Ana Paula (Viaje al 113) es la canción más triste y nostálgica del álbum, fue la última en ser compuesta y aunque Juan Son intentó ponerle una letra, Bacter(Bajo) optó por mejor dejarla instrumental, la canción cuenta con una batería eléctrica, los miembros de la banda han dicho que esta es su canción favorita.
Xoloitzcuincle Chicloso es una canción bastante más alegre, hasta ese momento era la canción más distinta de la banda, pues su lírica contenía palabras muy mexicanas, la canción fue muy fluida con el uso de los violines y originalmente "La Chata"(batería) quiso hacerla como música disco pero "El Orco" dio la idea de que quedara como lo es ahora, también quiso que no la incluyeran en el disco pues él tenía la idea de que la podían incluir en una edición especial, la canción nunca fue presentada en un Vive Latino, finalmente, la canción habla de un niño bipolar que cree que es un gato y un perro.

## Lista de canciones
| N.º | Título                              | Duración |  |
| 1.  | «El túnel»                          | 1:37     |  |
| 2.  | «Este cosmos»                       | 3:15     |  |
| 3.  | «Vaquero galáctico»                 | 3:51     |  |
| 4.  | «Host of a Ghost»                   | 4:20     |  |
| 5.  | «Hansel & Gretel's Bollywood Story» | 5:01     |  |
| 6.  | «Bailando con mi virginidad»        | 4:42     |  |
| 7.  | «Al fin me darás un reno»           | 4:24     |  |
| 8.  | «Estocolmo»                         | 3:09     |  |
| 9.  | «Cuervos»                           | 5:09     |  |
| 10. | «Ana Paula (Viaje al 113)»          | 2:34     |  |
| 11. | «Xoloitzcuintle Chicloso»           | 9:24     |  |

## Sencillos
1. Host of a Ghost
2. Vaquero Galáctico
3. Cuervos
4. Xoloitzcuintle Chicloso
5. Paquidermo (*) Tema inédito, no incluido en el álbum